# Station Thorpe Culvert
Thorpe Culvert is een spoorwegstation van National Rail in Thorpe St Peters, East Lindsey in Engeland. Het station is eigendom van Network Rail en wordt beheerd door East Midlands Railway. 